# Файненшл-дистрикт (Манхэттен)
Файненшл-дистрикт (англ. Financial District, FiDi, дословно: «Финансовый округ»; иногда именуется англ. Wall Street, Уолл-Стрит) — район в Нижнем Манхэттене. На западе Файненшл-дистрикт граничит с районом Бэттери-Парк-сити, на севере — Цивик-центром и комплексом ВТЦ, с юга и востока район омывается водами бухты Аппер-Нью-Йорк-Бей.

## Описание
На месте Файненшл-дистрикта в XVII веке располагались доки голландской колонии Новый Амстердам. Район был финансовым центром города уже как минимум во второй половине XIX века. Дневное его население уже в то время достигало 400 000 человек. На сегодняшний день Файненшл-дистрикт является одним из наиболее активно развивающихся районов Нижнего Манхэттена. В нём расположены десятки тысяч рабочих мест, значительная часть из которых представлена крупнейшими биржами и банками. В том числе, на Либерти-стрит расположен Федеральный резервный банк Нью-Йорка, а на Уолл-стрит — Нью-Йоркская фондовая биржа. Район обладает высочайшей плотностью населения. Так, согласно переписи населения 2000 года, в дневное время она достигает 378 000 чел./км².
В районе расположены улицы, названия которых отражают его историю. Так, улица Мейден-Лейн изначально имела голландское название (нидерл. Maagde Paatje; дословно — «путь девственницы»), а улица Бивер-стрит (англ. Beaver Street; дословно — «бобровая улица») названа в честь некогда активной местной торговли бобровым мехом.
В округе также имеется много исторических достопримечательностей, среди которых Таверна Фраунсиса, Музей американских индейцев и парк Боулинг-Грин. Округ насчитывает множество закусочных, в которых кроме прочих представлены китайская, креольская, французская, венгерская и немецкая кухни.

### Население
Несмотря на значительную плотность дневного населения, численность постоянного населения района невысока. Так, по данным 2009 года, в районе постоянно проживало всего 8256 жителей, в 2000 году — примерно 23 000, по состоянию на 2014 год — примерно 46 000 человек. В расовом соотношении основную долю составляли белые. Медиана дохода на домашнее хозяйство в 2011 году более чем в 2 раза превышала показатель по городу и составляла $118 787 в год. Средняя арендная плата за трёхкомнатную квартиру (2BDR) составляла в 2014 году $4000-7500 в месяц.

### Общественный транспорт
В Файненшл-дистрикте находятся станции метро: Уолл-стрит, Уолл-стрит, Брод-стрит, Боулинг-Грин, а также пересадочные узлы Фултон-стрит и Уайтхолл-стрит – Саут-Ферри. Также район обслуживается автобусными маршрутами 1, 15, M6, M9, Q32, X25.